# Château de Castellet-Saint-Cassien
Le château de Castellet-Saint-Cassien est un château construit au XVIIe siècle, situé sur la commune de Val-de-Chalvagne, dans le département des Alpes-de-Haute-Provence.

## Histoire
Il est inscrit à l'inventaire des Monuments historiques par arrêté du 18 décembre 2012.